# 利己主义者联盟
利己主义者联盟（德語：Verein von Egoisten）是德国哲学家麦克斯·施蒂纳的想法。它最早在《唯一者及其所有物》中被提到。利己主义者联盟是一种与国家相对应的，自愿且非系统的联合。每个联盟都是在每个瞬间由其成员的自愿支持而不断更新的关系的整体。 利己主义者联盟要求各方都出于自愿的利己主义参与。施蒂纳认为如果一个参与者发现自己的参与导致了自己的痛苦，但却还继续参与，那么利己主义者联盟就已经退化成了另一种形式的社会组织。 利己主义者联盟并非凌驾于个人意志之上的权威，而是一种由其成员意志不断塑造的自愿关系。施蒂纳的这个想法可以被解释为一种政治，经济，浪漫，或是性关系的组织形式。